# Luz (Mourão)
Luz is een plaats (freguesia) in de Portugese gemeente Mourão en telt 373 inwoners (2001).